# Calthorpe (Unternehmen)
Calthorpe war ein britischer Hersteller von Automobilen und Motorrädern.

## Unternehmensgeschichte
Das Unternehmen Calthorpe Motor Co Limited aus Birmingham begann 1904 mit der Produktion von Automobilen.
1911 nahm Calthorpe die Serienproduktion von Motorrädern auf. Als Neueinsteiger in diesem sich rasch entwickelnden Markt kamen zu Beginn Einbaumotoren verschiedene Hersteller zum Einsatz; vor dem Ersten Weltkrieg vornehmlich Precision- und J.A.P.-Motoren, später auch Blackburne und Villiers.
Ab 1912 erfolgte die Motorradproduktion in der Barn Street. Im Ersten Weltkrieg wurden auch Handgranaten der Serie MK 5 hergestellt.
In den 1920er Jahren konstruierte Calthorpe eigene Motoren, u. a. das Modell G1. Der Verkauf dieses Modells verlief eher schleppend, so dass dieses Modell über mehrere Jahre wenig modifiziert wurde. Den Höhepunkt erlebte Calthorpe mit der Modellreihe Ivory. Mit einer für damalige Verhältnisse auffallenden Farbgebung und dem modernen Konzept einer abgestimmten Produktreihe vom 250-cm³-Einstiegsmodell bis zu 500 cm³ erzielte man die größten Erfolge.
In den 1930er-Jahren führten wirtschaftliche Schwierigkeiten zum Konkurs. Mehrere Wiederbelebungsversuche verschiedener Investoren scheiterten, so dass Calthorpe gänzlich vom Markt verschwand.

## Motorräder

### 1914–1915
Im Jahre 1914 wurden die Modelle 2 Stroke, Big 2 Stroke und Jap angeboten. Äußerlich unterschieden sich die Fahrzeuge kaum, denn alle hatten einen Stecktank und waren riemengetrieben. Jedoch hatte jedes Modell einen anderen Motor, wie die Bezeichnung verrät.

### 1916
Im Jahre 1916 wurden die Modelle 2 Stroke und Jap der Vorjahre in technisch und optisch modernisierter Form angeboten. Erstmals war auch ein Gespann mit Kettentrieb und Zweizylinder-V-Motor von J.A.P im Programm. Für Damen wurde das Modell Ladies angeboten. Der niedrige Rahmen und der Riemenschutz erlaubten ein Fahren mit Kleid oder Rock.

### 1921
Die Modelle entsprachen mit Ausnahme weniger und kleiner Modifizierungen den angebotenen Fahrzeugen von 1916.

### 1925

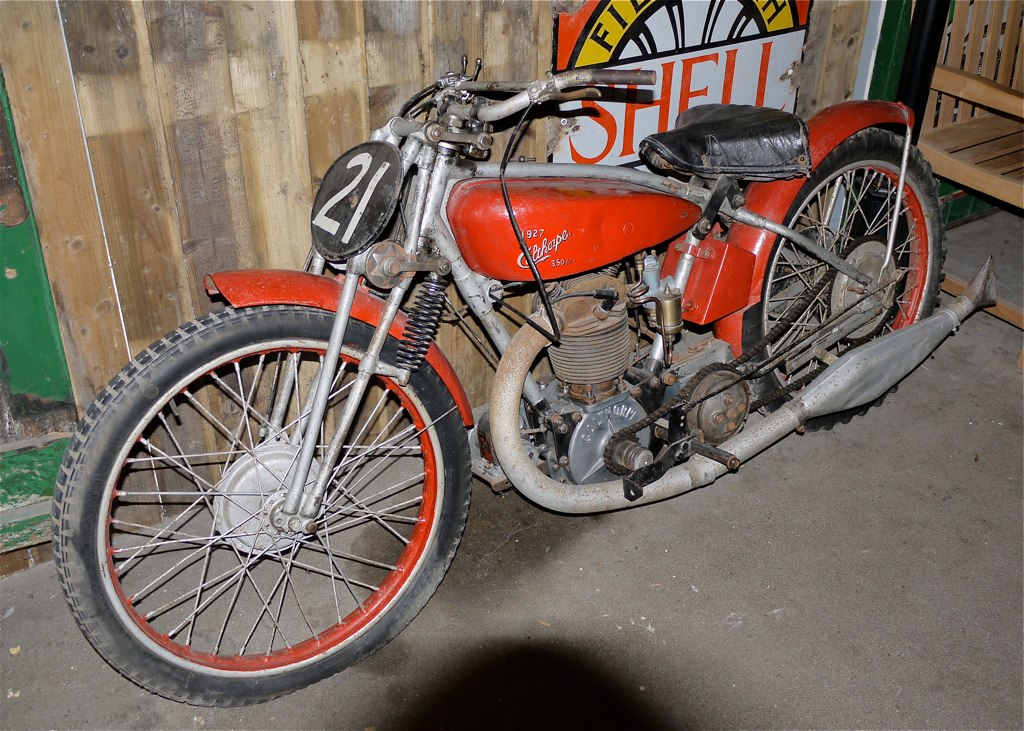
Calthorpe 350 aus dem Jahre 1927

In diesem Jahr wurden die von Calthorpe gebauten Motorräder wuchtiger und größer. Der Riementrieb wurde aufgrund gestiegenen Leistung der Motoren (3,5 PS), durch eine Kette ersetzt. Die Fahrzeuge wurden mit 3-Gang-Getriebe ausgeliefert. Erstmals war ein Sport- Modell mit OHV-Motor erhältlich. Erstmals produzierte Calthorpe eigene Viertaktmotoren.

### 1927
Calthorpe brachte in diesem Jahr viele Fahrzeuge hervor, von denen Viele mit Calthorpe-Motoren lieferbar waren. Die günstigeren Modelle entsprachen im Wesentlichen den Modellen des Jahres 1925. Es wurde aber ein 2,5-PS-Motor von Calthorpe (Model A.5.) oder von Blackburne (Model A.5.B.) verbaut. Des Weiteren wurde das Modell Featherweigth (C.2.) produziert.
Die teureren Fahrzeuge Sport (D.6.A.) und Super Sport (D.6.S.) unterschieden sich äußerlich stark von den anderen. Der abgerundete Tank und der wuchtige 3,5-PS-Calthorpe-OHV-Motor verliehen den Maschinen ein modernes Aussehen. Ein Gespann war auch lieferbar. Ein Sportmodell (G.1.) mit Calthorpe-Königswellenmotor (OHC) wurde ebenfalls angeboten.

### 1929–1934
In diesen Jahren wurden die Ivory -Modelle gebaut. Sie besaßen alle einen Calthorpe-OHV-Motor mit wahlweise 250, 350 oder 500 cm³. Die mit Doppelport, Satteltank und 4-Gang-Getriebe ausgestatteten Fahrzeuge wirkten modern und sportlich. Der kräftige und zuverlässige Motor verhalf der Calthorpe Ivory zu guten Fahrleistungen. Die Maschinen fielen durch ihre elfenbeinfarbige Lackierung auf, die zu dieser Zeit eher untypisch war. In der fünfjährigen Produktionszeit wurden auch Veränderungen an der Ivory vorgenommen, beispielsweise am Zylinderkopf. Die markanteste ist sicherlich, dass der Motor, der anfangs aufrecht stand, späterhin nach vorn geneigt wurde (engl. slopy).

### 1937
Mit der im Jahre 1937 auf dem Markt gebrachten Calthorpe-Red-Baureihe zeige die Firma nochmal ihr Können. Die edlen und sportlichen Maschinen hatten einen kraftvollen OHC-Motor mit Doppelport. Drei Modelle waren lieferbar. Eine 250-cm³-, eine 350-cm³- und eine 500-cm³-Maschine. Die Motorräder waren sehr gut ausgestattet und trugen deshalb werkseitig den Zusatz De Luxe. Weiterhin wurde ein Special Competition Model gebaut. Dieses war ein Sportmotorrad mit hochgezogenem Auspuff und Burmangetriebe. Der 350-cm³- oder 500-cm³-Motor wurde durch einen Spezial-AMAL-Vergaser, geänderte Ventile und anderem Zylinderkopf in seiner Leistung gesteigert. Für einen Betrieb mit Benzin-Benzol-Mischung oder Alkohol wurde der Motor optimiert.

## Automobile
| Modell         | Bauzeit   | Zylinder | Hubraum cm³   | Leistung PS |
| -------------- | --------- | -------- | ------------- | ----------- |
| 10 HP          | 1904–1904 | 2        | 1530          |             |
| 16 HP          | 1905–1905 | 4        | 2383          |             |
| 12/14 HP       | 1906–1908 | 4        | 1810          |             |
| 16/20 HP       | 1906–1908 | 4        | 2854          |             |
| 28/40 HP       | 1907–1907 | 4        | 4562          |             |
| 25 HP          | 1908–1910 | 4        | 4250          |             |
| 12/14 HP       | 1909–1911 | 4        | 2297          |             |
| 16/20 HP       | 1909–1916 | 4        | 3261          |             |
| 15 HP          | 1911–1913 | 4        | 3012          |             |
| 20 HP          | 1911–1913 | 4        | 3817          |             |
| 12/15 HP       | 1912–1915 | 4        | 1868 und 1924 |             |
| 15 HP          | 1912–1915 | 4        | 3016          |             |
| 10/12 HP Minor | 1914–1915 | 4        | 1087          | 25          |
| 10/4 HP        | 1919–1919 | 4        | 1261          | 40          |
| 10/15 HP       | 1922–1926 | 4        | 1261          | 30          |
| 12/20 HP       | 1922–1932 | 4        | 1496          | 30          |
| 12/20 HP       | 1924–1933 | 6        | 1860          |             |
| 10/20 HP       | 1924–1931 | 4        | 1327          |             |
| 15/45 HP       | 1925–1928 | 6        | 1991          |             |
| 12/25 HP       | 1926–1926 | 4        | 1720          |             |

Calthorpe Rennwagen
Ein Fahrzeug dieser Marke ist im Visby Bilmuseum Skogsholm in Visby auf Gotland zu besichtigen.